# 萱沼千穂
萱沼 千穂（かやぬま ちほ、1987年5月28日 - ）は、日本の女性声優。千葉県松戸市出身。BloomZ準所属。

## 人物
子供の頃から声優に憧れ、声優事務所のスチール・ウッド・ガーデンに入所。準所属していたが、2022年1月1日よりBloomZに移籍し、準所属している。
千葉県松戸市に生まれ、松戸市で育つ。松戸市の公式防犯キャラクターである「松宮アヤ」のCV及びイメージソングを担当しており、松戸市の防犯キャンペーン等に多数参加している。2011年に誕生した「松宮アヤ」のコスプレ衣装作成について萱沼が市に問い合わせたことが切っ掛けで、萱沼が公式にCV等も担当することとなったものである。
その他、ライブハウス等でのライブ活動を行ったり、ARスポーツ「HADO」の選手として世界2位になるなど、様々な分野で活動する。
2018年12月31日に、一般男性と結婚していたことをブログにて報告した。2019年7月には第1子が誕生している。

## 出演作品

### 動画（アニメ）
- れいぞうこのくにのココモンシーズン1（グリ）（レギュラー）[7]
- 実写映画「麦子さんと」の劇中アニメ「今ドキッ！同級生」（親友）
- 城下町のダンデライオン（野球女子部員）[8]
- GON（シウス1）[9]
- 新潟市PRアニメ「小町と団五郎 第4弾」（観客）
- ランス・アンド・マスクス（金剛寺の子供たち）
- ばくおん!!（女生徒A・生徒A）
- orange（女子生徒）
- タイガー&ラビット レジェンド・オブ・ファイヤー（シャン）
- うたの☆プリンスさまっ♪ マジLOVEレボリューションズ
- ヤング ブラック・ジャック
- とんかつDJアゲ太郎

### 外画（吹き替え）
- ピッチパーフェクト（観客女C・勧誘学生女A）

### ゲーム
- オンライン「桃色大戦ぱいろん」（千羽）[10]

- ソーシャル「エンジェルマスター」（アルミラージ）
- ソーシャル「軍神召喚アークナイツ」（ネビロス）
- ソーシャル「ベジマギッ！」（夜露の舞姫ナメコ）
- オンライン「ナイトオンライン」（旅館のNPC）
- PSP「L@ve once」（放送委員）
- Steam「VR 全豚に告ぐ！これで痩せなきゃお前は終わりだ！」（美鳥豆子）[11]

### イメージキャラクター
- 「松戸市公式防犯キャラクター」（松宮アヤ）

### テレビ
- JCNコアラ葛飾「コンパスの松戸・流山★探偵団」（2014年2月5日～2月19日）

### 舞台
- 朗読「無責任艦長タイラー 朗読イベント」（ユリコ・スター）
- ミュージカル「朝倉薫のクリスマスファンタジー」（権田尼）
- ミュージカル「ビデオショップドリーミング」（エミリィ）

### ラジオ
- JAM STATION「あっぱれ！※※おとめ組」4期バニラチーム
- HiBiKi Radio Station「スパイシーのKOラジオ」第11回、第24回
- HiBiKi Radio Station「兼田恵のビギナーズラジオ～まだまだ修行中～」第8回
- 「かずとちーの1+1000=∞」2011年3月18日～2011年3月25日（更新停止中）
- 「ファミコン名人への道（笑）」2014年1月11日[12]
- 「ラジオPICARESQUE主義」第2回
- 「katsu-o フレーク！」第41回、第47回、第69回（2016年4月1日）、第75回（2016年10月1日）
- エフエム松戸「ラジオポワロ Shearty Mad Lab」 2017年2月ゲスト出演（第29回～第32回）

### 動画（インターネット配信）
- 「あきかふぇぷろじぇくとTV」公式声優 坂木理沙役として出演（2016年4月14日-）[13]
- アリスインプロジェクト『アイガク! 夏フェス・オンライン2021』「アイガク・バトラーズ」（2021年8月1日、ZAIKO）[14]

### その他
- 森真梨「キセキ」Music Video出演
- レンタルハウススタジオ『Studio iG』撮影例モデル[15]
- レンタルハウススタジオ『Studio iG』カメラ教室モデル

## ディスコグラフィ

### 音楽CD
| 発売日         | タイトル                                                                          | 収録曲 | 備考                                             |
| -------------- | --------------------------------------------------------------------------------- | --- | ------------------------------------------------ |
| 2012年1月8日   | 1stマキシシングル『ミラクルピース』                                               | 1. ミラクルピース 作詞・朝倉薫 / 作編曲・神津裕行 2. ホットチョコレィト 作詞・朝倉薫 / 作編曲・神津裕行 3. ミラクルピース（カラオケ） 4. ホットチョコレィト（カラオケ） | 松宮アヤ テーマソング                            |
| 2012年7月12日  | 2ndマキシシングル『あの日の青い空』                                               | 1. あの日の青い空 作詞・朝倉薫 / 作編曲・神津裕行 2. 雨の花が咲いたよ 作詞・朝倉薫 / 作編曲・神津裕行 3. あの日の青い空（カラオケ） 4. 雨の花が咲いたよ（カラオケ）     | 振り込め詐欺防止ソング                           |
| 2015年10月25日 | 3rdマキシシングル『風の生まれる森』                                               | 1. 風の生まれる森 作詞・朝倉薫 / 作編曲・神津裕行 2. Happy fine day 作詞・朝倉薫 / 作編曲・神津裕行 3. 風の生まれる森（Instrumental） 4. Happy fine day（Instrumental） |                                                  |
| 2016年4月24日  | マキシシングル『イロトリドリ』                                                    | 1. イロトリドリ 作詞：AYATOMO / 作編曲：戸室和亮 2. イロトリドリ（off vocal）                                                                                           | Webラジオ「katsu-oフレーク！」オープニングテーマ |
| 2011年7月25日  | PICARESQUEレーベル・オムニバスCD第11弾『Stars』                                   | 収録曲「スピカの魔法」 |                                                  |
| 2011年12月25日 | PICARESQUEレーベル・オムニバスCD第13弾『Lives』                                   | 収録曲「真冬のポラリス」 |                                                  |
| 2012年10月25日 | PICARESQUEレーベル・オムニバスCD第14弾『Flowers』                                 | 収録曲「約束のアルデバラン」 |                                                  |
| 2012年12月25日 | PICARESQUEレーベル・オムニバスCD第15弾『Changes』                                 | 収録曲「Twinkle★star」 |                                                  |
| 2017年10月31日 | ライブックスイノベーションレーベル・コンピレーションCD『DivA Effect Project 3rd』 | 収録曲「Catch You Catch Me」「君色思い」 |                                                  |
| 2019年4月27日  | 5thマキシシングル『Forever with You』                                             | 1. Forever with you 作詞・作曲・編曲：奇道ぱーぷる 2. Forever with you（Instrumental）                                                                                  |                                                  |
| 2023年5月28日  | 6thシングル『私たちの風景 〜nuestros paisajes〜』                                 | 1. 私たちの風景 〜 nuestros paisajes 〜 2. Soñaré 〜夢を見るだけ 3. 私たちの風景 〜 nuestros paisajes 〜（Instrumental） 4. Soñaré 〜夢を見るだけ（Instrumental）       |                                                  |

### ボイスCD
| 発売日         | タイトル                                                                         | 備考                 |
| -------------- | -------------------------------------------------------------------------------- | -------------------- |
| 2011年12月30日 | Re:Volte『満月幻想夜 phantastical-full-mooned-night』                            | 藤原妹紅・霧雨魔理沙 |
| 2014年5月20日  | Re:Volte『東方入眠抄3 〜ひな☆みん〜』                                            |                      |
| 2015年10月25日 | katsu-oフレーク！『ゴールデンドロップ 外伝』                                     | アリア・ヒューズ     |
| 2015年11月18日 | studioLIVEX『全豚に告ぐ！これで痩せなきゃお前は終わりだダイエットCD』            | 美鳥豆子             |
| 2016年4月2日   | Twinkle Spica『あきかふぇぷろじぇくと！〜リサとナナのお話CD〜』                  | 坂木理沙             |
| 2016年10月中旬 | Re:Volte『東方入眠抄12 ぱるすい〜と 〜パルスィに狂おしいほど愛される入眠音声〜』 | パルスィ             |
| 2020年12月24日 | プリンセス・ホーリー                                                             | ゼビュエル           |
| 2022年10月29日 | Re:Volte『東方連添物語01上 藤原妹紅と雨と帰り道 ;現』                            | 藤原妹紅             |
| 2022年12月31日 | Re:Volte『東方連添物語01下 藤原妹紅と雨と帰り道 ;幻』                            | 藤原妹紅             |

## イベント・ライブ

### 主催ライブ
| 公演日         | タイトル                                                                   | 会場                             |
| 公演日         | 概要                                                                       | 概要                             |
| -------------- | -------------------------------------------------------------------------- | -------------------------------- |
| 2013年9月21日  | 『ちーちゃんとまったりライブ vol.1』                                       | バーゴールデンナゲット（東京都） |
| 2013年9月21日  | 出演：萱沼千穂（歌）、松村宏樹（ヴァイオリン）、石貝梨華（チェロ）。感想他 |                                  |
| 2013年12月4日  | 『ちーちゃんとまったりライブ vol.2』                                       | 上野ストアハウス（東京都）       |
| 2013年12月4日  | 出演：萱沼千穂（歌）、松村宏樹（ヴァイオリン）、石貝梨華（チェロ）         |                                  |
| 2014年3月21日  | 『ちーちゃんとまったりライブ vol.3』                                       | カフェ・クレール（東京都）       |
| 2014年3月21日  | 出演：萱沼千穂（歌）、松村宏樹（ヴァイオリン）、石貝梨華（チェロ）。感想他 |                                  |
| 2014年6月28日  | 『ちーちゃんとまったりライブ vol.4 -お誕生日もまったりしよう-』            | カフェ・クレール（東京都）       |
| 2014年6月28日  | 出演：萱沼千穂（歌）、松村宏樹（ヴァイオリン）、石貝梨華（チェロ）         |                                  |
| 2014年9月13日  | 『ちーちゃんとまったりライブ vol.5』                                       | カフェ・クレール（東京都）       |
| 2014年9月13日  | 出演：萱沼千穂（歌）、松村宏樹（ヴァイオリン）、石貝梨華（チェロ）         |                                  |
| 2014年12月14日 | 『ちーちゃんとまったりライブ vol.6』                                       | カフェ・クレール（東京都）       |
| 2014年12月14日 | 出演：萱沼千穂（歌）、松村宏樹（ヴァイオリン）、石貝梨華（チェロ）         |                                  |
| 2015年9月27日  | 『ちーちゃんとまったりライブ vol.7』                                       | Space&cafeポレポレ坐（東京都）   |
| 2015年9月27日  | 出演：萱沼千穂（歌）、松村宏樹（ヴァイオリン）、石貝梨華（チェロ）         |                                  |
| 2015年12月5日  | 『ちーちゃんとまったりライブ vol.8』                                       | いちかわ西洋館倶楽部（千葉県）   |
| 2015年12月5日  | 出演：萱沼千穂（歌）、松村宏樹（ヴァイオリン）、石貝梨華（チェロ）         |                                  |
| 2016年3月21日  | 『ちーちゃんとまったりライブ vol.9』                                       | Space&cafeポレポレ坐（東京都）   |
| 2016年3月21日  | 出演：萱沼千穂（歌）、松村宏樹（ヴァイオリン）、石貝梨華（チェロ）。感想他 |                                  |
| 2016年10月10日 | 『ちーちゃんとまったりライブ vol.10』                                      | Space&cafeポレポレ坐（東京都）   |
| 2016年10月10日 | 出演：萱沼千穂（歌）、松村宏樹（ヴァイオリン）、石貝梨華（チェロ）         |                                  |

### イベント
| 公演日       | タイトル                                      | 会場                       |
| 公演日       | 概要                                          | 概要                       |
| ------------ | --------------------------------------------- | -------------------------- |
| 2010年8月8日 | 第49回日本SF大会TOKON10「桃井はるこSFライブ」 | タワーホール船堀（東京都） |
| 2010年8月8日 | MC                                            |                            |
| 2012年7月7日 | 第51回日本SF大会Varicon2012「開校式」         | 合宿の宿ひまわり（北海道） |
| 2012年7月7日 | MC                                            |                            |